# Kaiserhöfe

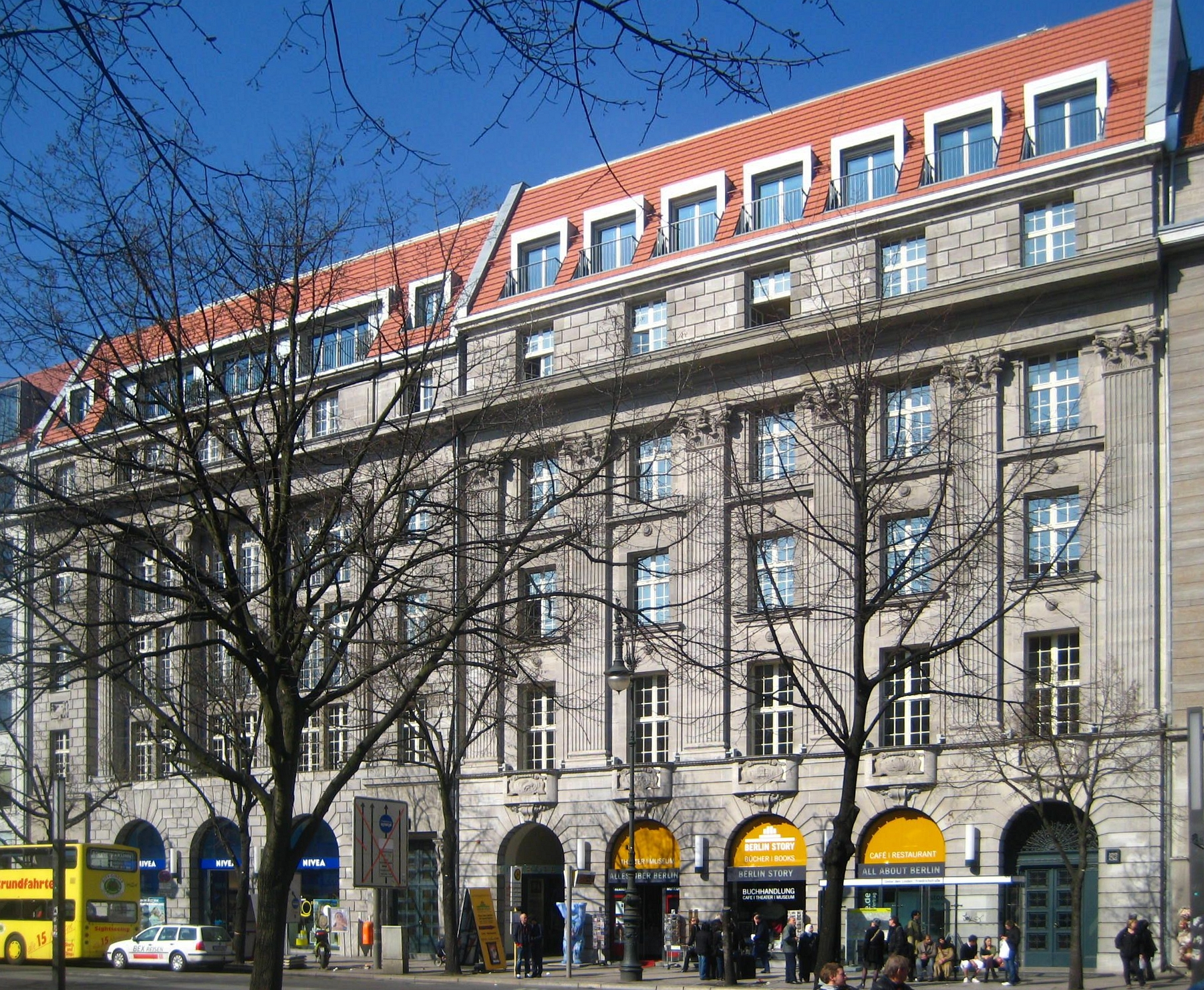
Blick auf die heutigen Kaiserhöfe

Die Kaiserhöfe sind ein historisches Gebäudeensemble am Boulevard Unter den Linden 26–30 in Berlin. Sie entstanden aus zwei nacheinander und von verschiedenen Architekten errichteten Geschäftshäusern (1912 und 1914). Am Ende des Zweiten Weltkriegs schwer zerstört, wurde der Gebäudetrakt nach seinem Wiederaufbau in den 1950er Jahren vielfältig genutzt. Nach gründlicher Sanierung zu Beginn des 21. Jahrhunderts mit der Öffnung einer Passage zur Mittelstraße dienen sie inzwischen wieder mehreren mittelständischen Unternehmen. Der Name Kaiserhöfe ist nicht die historische Bezeichnung, sondern entstammt der Vermarktungsstrategie des neuen Besitzers. Der Baukomplex steht unter Denkmalschutz.

## Geschichte

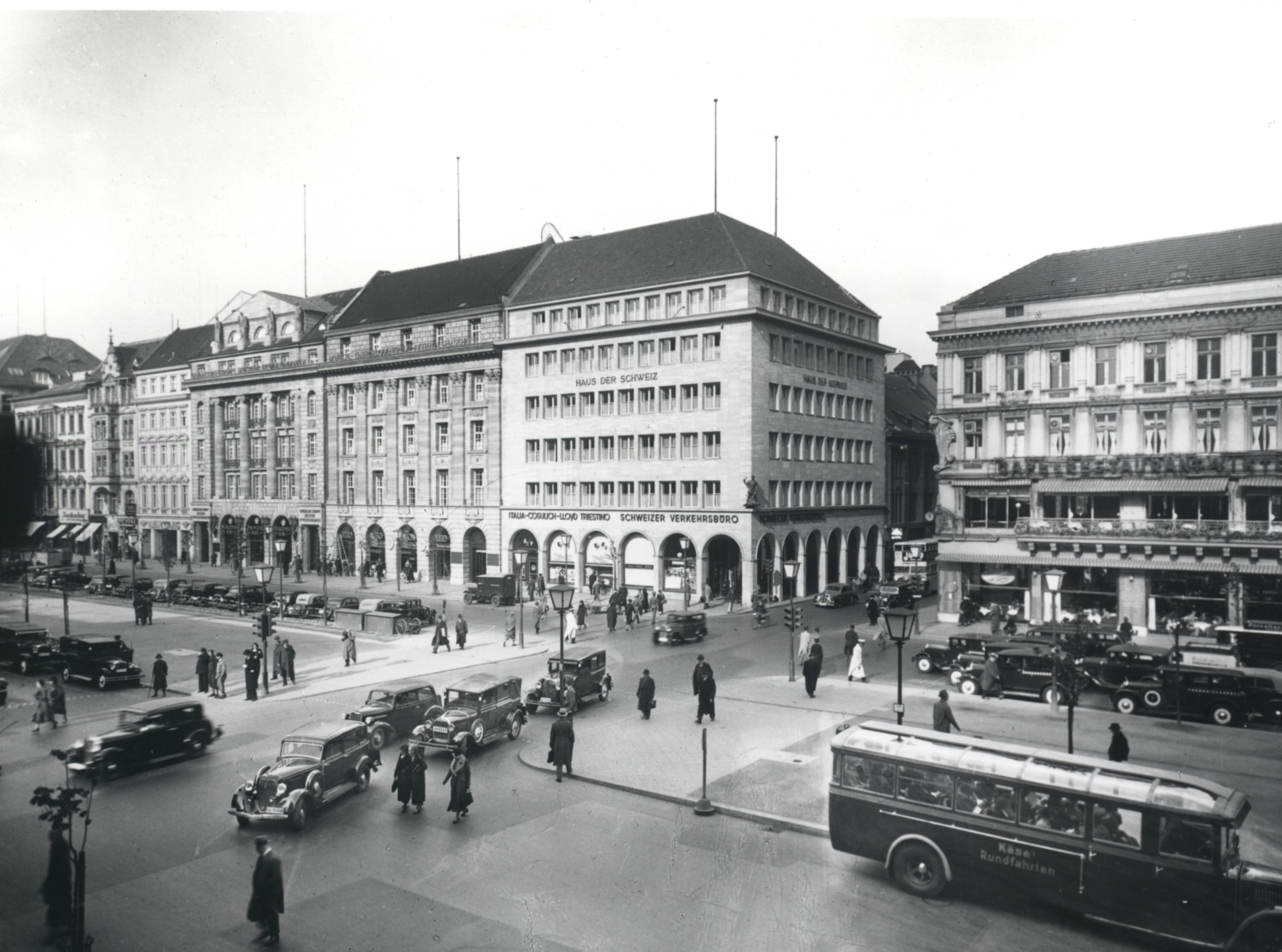
Das ursprüngliche Bankgebäude und das Mercedes-Haus um 1937 (linke Bildhälfte)

Die Hypothekenbank Preußische Central-Bodenkredit-AG hatte das Grundstück Unter den Linden 26 im Jahr 1913 erworben und die Architekten Bielenberg & Moser mit dem Bau eines repräsentativen Verwaltungsgebäudes im Herzen Berlins beauftragt. Die Baumeister bedienten mit ihrem fünfgeschossigen Bau den spätwilhelminischen Baustil. Das fünfachsige Gebäude wurde mit Werkstein verkleidet, das Erdgeschoss erhielt Rundbogenöffnungen und die übrigen Stockwerke wurden mit Kolossalpilastern und korinthischen Kapitellen gestaltet. Das abgesetzte Obergeschoss ist als Attika ausgebildet. Unterhalb der Fenster und an den Balkonbrüstungen schmücken Reliefs mit Symbolen für Handel und Gewerbe die Fassade.
Das Bauwerk Unter den Linden 28–30 wurde 1912/13 errichtet. Bauherr und Eigentümer war die Daimler-Motoren-Gesellschaft AG (später Daimler-Benz), in deren Auftrag die Architekten Alfred Klingenberg & Fritz Beyer ein neoklassizistisches Gebäude entwarfen. In den Etagenhöhen passten sie es dem Nachbarhaus an, wählten jedoch toskanische Wandsäulen mit ionischen Kapitellen. Darauf ruht ein über die gesamte Gebäudebreite gezogenes Gebälk mit ägyptisierenden Friesen. Abschließend gab es das Attikageschoss mit vier Standfiguren, die im Zweiten Weltkrieg zerstört wurden. Der Wiederaufbau erfolgte ohne die Figuren. Das auch als Mercedes-Haus bezeichnete Gebäude wurde 1926 von der Hypothekenbank dazugekauft und von ihr mitgenutzt.

## Neue Nutzungen nach den Kriegszerstörungen
Die beiden stark kriegsbeschädigten Gebäude wurden in der DDR-Zeit in den alten Formen wieder aufgebaut und mit dem Haus der Schweiz genutzt. Als neue Nutzer zogen ein: der Stoffladen „Vitrine“, ein Unterwäsche-Fachgeschäft, die Boutique „Sibylle“, die Außenhandelsbank der DDR, (ab den 1970er Jahren) die Britische Botschaft, die Tunesische Botschaft und eine Filiale der SAS Scandinavian Airlines. Nach dem Zusammenbruch der DDR wurden alle Verkaufseinrichtungen geschlossen, die Büroräume standen größtenteils leer.

## Ab 1990

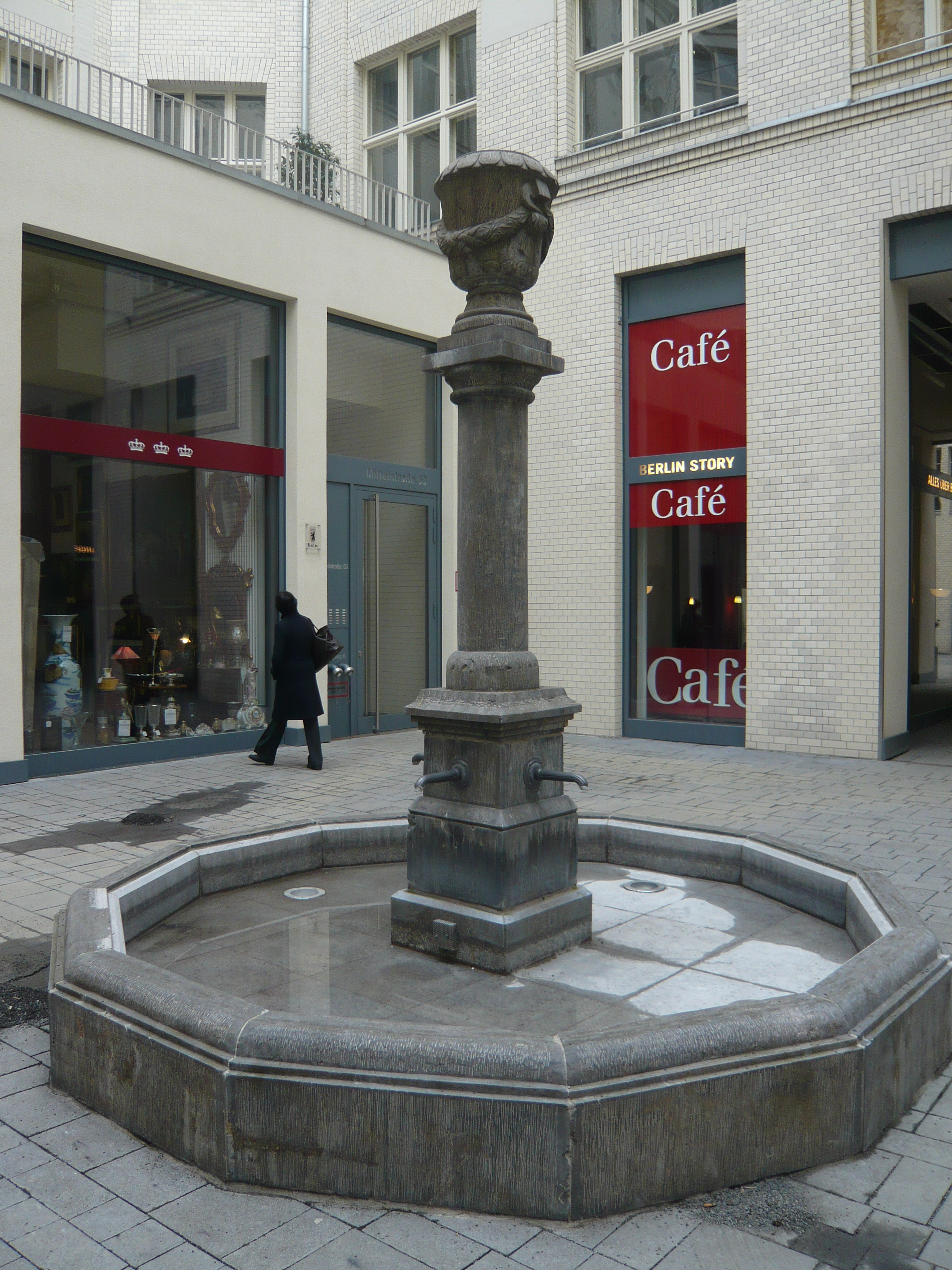
Auf dem Hof mit dem historischen Brunnen, anno 2010

Das internationale Immobilienkonsortium Meermann-Chamartín erwarb den Komplex schließlich und ließ ihn bis 2008 von dem Berliner Architekturbüro Rüthnick Architekten für rund 23 Millionen Euro denkmalgerecht sanieren, umbauen und gleichzeitig mit moderner Technik ausstatten. Die Nutzfläche wurde auf rund 13.500 Quadratmeter erhöht und wird schrittweise an interessierte Unternehmer vergeben. Die neu gestaltete Passage über zwei Innenhöfe, die Unter den Linden mit der Mittelstraße verbindet, zeigt sowohl historisch erhaltene Gebäudeflügel mit weißen Klinkern verblendet als auch einen modernen Baukörper, der ein Quergebäude ersetzt, das nicht mehr vorhanden war. Besonders erwähnenswert sind ein nach historischen Vorlagen wieder errichteter Säulenbrunnen und eine Marmorbüste des  Kaisers Wilhelm II. als Namenspatron der Höfe. Im Erdgeschoss fand die Originalausstattung des in Ostberlin gut bekannt gewesenen Tabakwarenladens Cigarren Junghans aus der Chausseestraße einen neuen Platz. Mit dem Unternehmen Berlin Story Verlag wurde bereits ein neuer Mietvertrag abgeschlossen. Aus der Periode der Nutzung als Bankhaus gibt es in der ersten Etage einen historischen Tresorraum, der restauriert wurde und nun besichtigt werden kann.